# Belgien i olympiska vinterspelen 1948
Belgien deltog med 11 deltagare vid de olympiska vinterspelen 1948 i Sankt Moritz. Totalt vann de en guldmedalj och en silvermedalj.

## Medaljer

### Guld
- Micheline Lannoy och Pierre Baugniet  - Konståkning.

### Silver
- Max Houben, Freddy Mansveld, Louis-Georges Niels och Jacques Mouvet - Bob.